# وسلی وایتهوس
 وسلی وایتهوس (انگلیسی: Wesley Whitehouse؛ زاده ۱۳ مارس ۱۹۷۹) یک تنیس‌باز اهل آفریقای جنوبی است.